# 이형원
이형원(李亨元, 1739년 - 1798년)은 조선후기의 문신이다.

## 생애
조선후기의 문신으로 본관은 전주(全州), 자는 선경(善卿), 호는 남계(南溪)이다. 덕흥대원군의 8대손이며, 삼도수군통제사(三道水軍統制使) 이재항(李載恒)의 손자이다. 아버지는 증 이조참판(吏曹參判) 이방현(李邦賢)이며, 어머니는 현감(縣監) 백천인(白川人) 조화벽(趙和璧)의 딸로 증 정부인 조씨(貞夫人 趙氏)이다.
부인은 파평인(坡平人) 윤봉문(尹鳳文)의 딸로 정부인 윤씨(貞夫人 尹氏)이다.
증 이참 이방현의 2남으로 1739년(영조 15) 12월 12일 탄생하였다. 1761년(영조 37) 정시문과(庭試文科)에 병과로 급제하여 1765년 예문관 검열(藝文館 檢閱)이 되고, 헌납(獻納), 정언(正言)을 거쳐 1772년 회양부사(淮陽府使)가 되었다.
1777년(정조 1) 사간(司諫)을 거쳐 1783년 의주부윤(義州府尹)이 되고, 그리고 그 이듬해인 1784년에는 전라좌도수군절도사(全羅左道水軍節度使)를 역임하였으며, 1787년 대사간(大司諫)에 올랐다.
1790년 충청도관찰사(忠淸道觀察使)가 되고, 1792년에는 다시 대사간(大司諫)에 올라 강직한 탄핵업무를 수행하는 한편, 동지 겸 사은부사(冬至 兼 謝恩副使)로 청나라에 들어가 외교적 역량을 발휘하였다.
1796년 비변사 제조(備邊司 提調)가 되었고, 그 이듬해인 1797년 경상도관찰사로 부임하여서는 유세가(有勢家)를 누르고, 서민들을 위하여 전정(田政)을 바로잡으려고 노력하는 한편, 효열(孝烈)을 장려하고, 노비들의 신공(身貢)을 덜어주기 위하여 중앙정부에 건의하기도 하였다.
그러나 그 이듬해인 1798년 이 지방에 흉년이 들어 고통을 받게 되었는데, 불행하게도 빈민들에게 나누어줄 곡식의 보급이 늦어져 소란이 생기자, 이에 대한 영남어사(嶺南御史) 여준영(呂駿永) 등의 탄핵을 받고, 가산군(嘉山郡)으로 귀양가 1798년(정조 22) 7월 17일 그곳에서 향년 60세로 별세하였다. 그 뒤 곧 신원되었다.

## 가족관계
- 조부 : 삼도수군통제사(三道水軍統制使) 이재항(李載恒)
- 아버지 : 증 이조참판(吏曹參判) 이방현(李邦賢)
- 어머니 : 증 정부인 조씨(貞夫人 趙氏), 현감(縣監) 백천인(白川人) 조화벽(趙和璧)의 딸.
- 부인 : 정부인 윤씨(貞夫人 尹氏), 파평인(坡平人) 윤봉문(尹鳳文)의 딸.
  - 양자 : 이연(李沇), 종제(從弟) 이형달(李亨達)의 3남.
  - 아들 : 이진(李溍)
  - 딸 : 남양인(南陽人) 홍용섭(洪龍燮)에게 출가.